# جسم مژگانی
جسم مژگانی (ciliary body) بخش ضخیم لایهٔ عروقی چشم است که مشیمیه را به عنبیه مربوط می‌کند. جسم مژگانی از ماهیچه مژکی و زوائد مژگانی تشکیل شده‌است.
جسم مژگانی، مسئول تراوش مایع زلالیه و تغییر تحدب عدسی (تطابق) است. جسم مژگانی در مقطع به شکل سه‌گوش است. در ضخامت جسم مژگانی، شبکه عروقی گسترده و شماری الیاف ماهیچه صاف دیده می‌شود. سطح پسین (خلفی) جسم مژگانی دارای فرورفتگی و برآمدگی‌های متناوب و منظمی است. از عمق فرورفتگی‌ها، رشته‌هایی به نام رباط آویزان‌کننده خارج شده، به عدسی می‌چسبد. سر دیگر این رشته‌ها به عضلات مژگانی چسبیده است. انقباض عضلات مژگانی باعث تغییر تحدب عدسی و تطابق می‌شود. این عضلات توسط پاراسمپاتیک زوج سوم، عصب‌دهی می‌شوند. در امتداد جسم مژگانی، عنبیه به شکل صفحه مدوری جلوی عدسی قرار گرفته و با تغییر قطر مردمک، میزان عبور نور به کره چشم را تنظیم می‌کند. در ضخامت عنبیه، دو دسته ماهیچه به شکل حلقوی (تنگ‌کننده) و شعاعی (گشادکننده) قرار گرفته‌اند.
اپی‌تلیوم جسم مژگانی از فنجان بینایی و ماهیچه و رگ‌های آن از مزانشیم منشاء می‌گیرند.